# Højslev
Højslev är en ort i Danmark.   Den ligger i Skive kommun och Region Mittjylland,  230 km väster om Köpenhamn. Antalet invånare är 224. Närmaste större samhälle är Skive, 6 km väster om Højslev. Orten har gett namn åt det större samhället Højslev Stationsby som ligger 4 km söder om Højslev.